# PuTTY

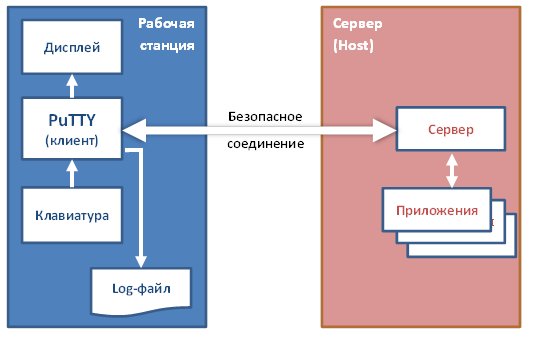
Удаленный доступ к хосту с помощью PuTTY

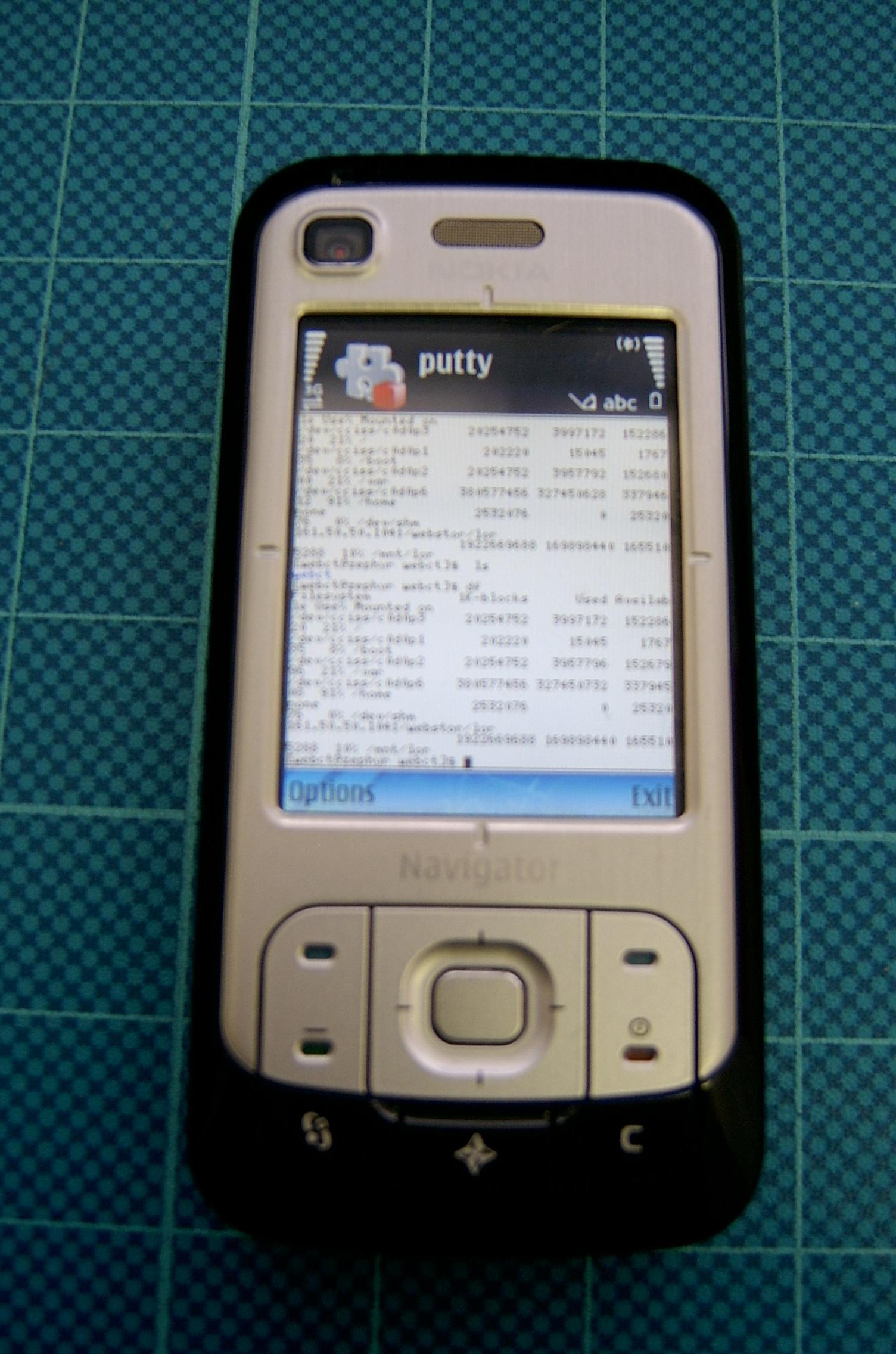
PuTTY на телефоне Nokia 6110 Navigator

PuTTY (/ˈpʌti/, Пати)  — свободно распространяемый клиент для различных протоколов удалённого доступа, включая SSH, Telnet, rlogin. Также имеется возможность работы через последовательный порт.

## Описание
PuTTY позволяет подключиться и управлять удаленным узлом (например, сервером). В PuTTY реализована только клиентская сторона соединения — сторона отображения, в то время как сама работа выполняется на стороне сервера.
Изначально разрабатывался для Microsoft Windows, однако позднее портирован на Unix. В разработке находятся порты для Mac OS и macOS. Сторонние разработчики выпустили неофициальные порты на другие платформы: мобильные телефоны под управлением Symbian OS, коммуникаторы с Windows Mobile, а также устройства с iOS и Android.
PuTTY входит в репозитории практически всех популярных дистрибутивов Linux (в т.ч. Ubuntu, Debian, ALT Linux).
Исходный код PuTTY полностью разработан на C. PuTTY не зависит от DLL, других приложений, пакетов обновлений ОС. Пакет состоит только из исполняемых файлов, которые могут быть установлены в любом месте. PuTTY и большинство утилит запускаются только в одном потоке ОС. Программа является свободно распространяемым приложением с открытым исходным кодом и выпускается под Open Source лицензией MIT.

## Некоторые возможности программы
- Сохранения списка и параметров подключений для повторного использования.
- Работа с ключами и версиями протокола SSH.
- Клиенты SCP и SFTP (соответственно программы pscp и psftp).
- Возможность перенаправления портов через SSH, включая передачу X11.
- Поддержка большей части управляющих последовательностей xterm, VT-102, а также значительная эмуляция терминала ECMA-48.
- Поддержка IPv6.
- Поддержка 3DES, AES, Arcfour, Blowfish, DES.
- Поддержка аутентификации с открытым ключом, в том числе и без ввода пароля.
- Поддержка работы через последовательный порт (начиная с версии 0.59).
- Возможность работы через прокси-сервер.
- Поддержка метода zlib@openssh.com (отсроченное сжатие данных до окончания процесса аутентификации).

## Применение PuTTY
- удаленное администрирование Linux.
- подключение к виртуальным серверам по протоколу SSH.
- настройка сетевых маршрутизаторов через последовательный порт.
- соединение с удаленными Telnet-терминалами и пр.

## Состав
В состав PuTTY входят утилиты:
- PuTTY — сам клиент для Telnet и SSH (putty.exe)
- PSCP — клиент для SCP (удаленное копирование файлов по шифрованному протоколу scp с управлением из командной строки) (pscp.exe)
- PSFTP — клиент SFTP (psftp.exe)
- PuTTYtel — клиент для Telnet
- Plink — интерфейс командной строки к PuTTY (plink.exe)
- Pageant — агент SSH-аутентификации для PuTTY, PSCP и Plink (pageant.exe)
- PuTTYgen — утилита для генерации RSA- и DSA-ключей (puttygen.exe)
- pterm — автономный эмулятор терминала (только для Unix-версии)

Пользователь может установить как полный пакет, так и каждый модуль по отдельности.